# Nam Tok

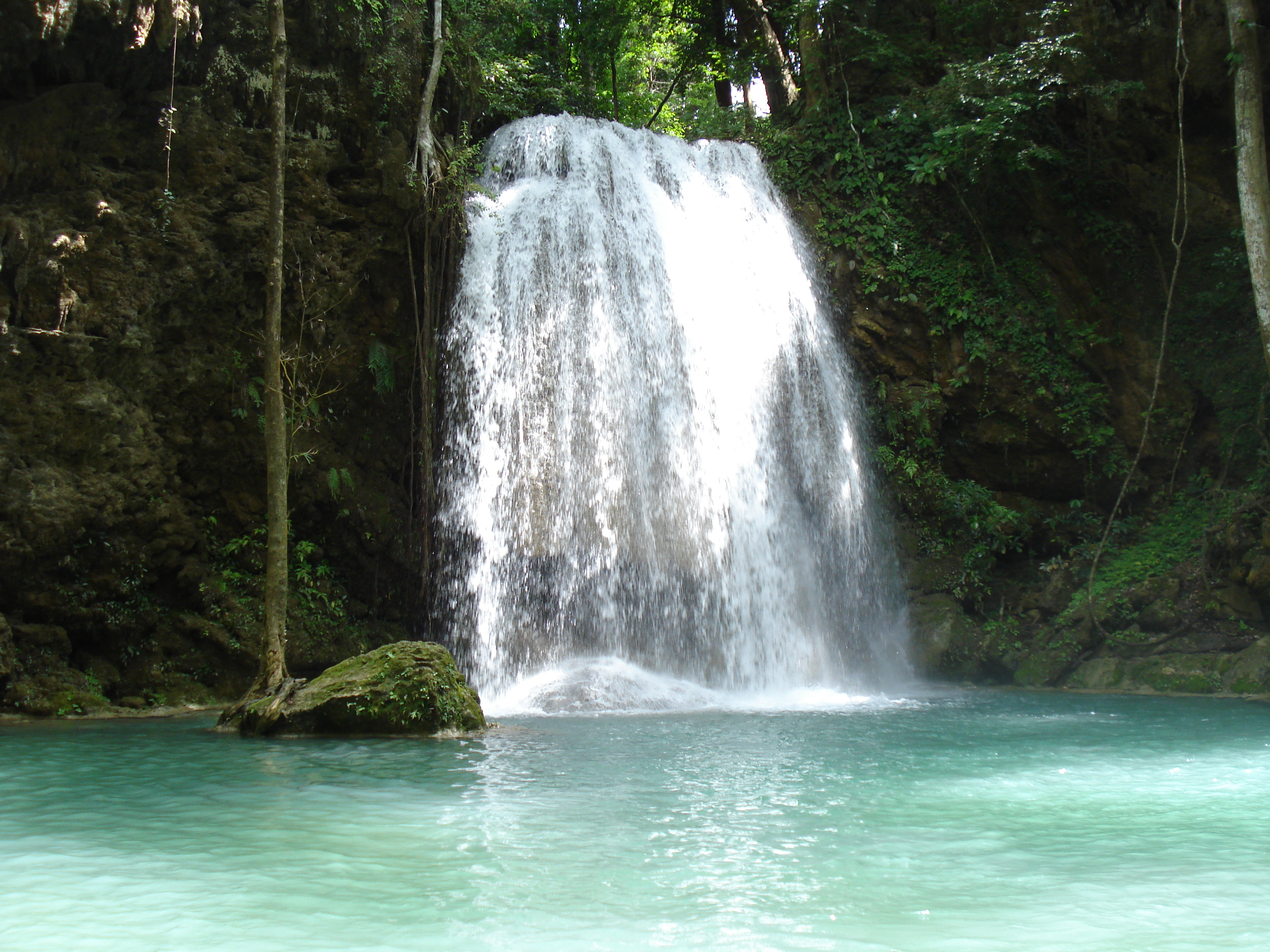
Nam Tok

Het Thaise woord Nam Tok betekent (naast een gerecht uit het noorden) waterval. (Nam betekent vloeistof, Tok betekent vallen). 
Thailand heeft honderden schitterende watervallen, waarvan ook vele zich in de nationale parken bevinden. 
De Thaise bevolking gebruikt de watervallen veelal om zichzelf in te wassen. Men neemt zeep mee en houdt de kleren aan terwijl men zich wast en afspoelt in de terrassen van de waterval. Het warme weer zorgt ervoor dat de natte kleren snel opdrogen. 
Kinderen gebruiken de waterval als "speelplaats" en leren er zwemmen.
Vaak wordt er wat gegeten bij de vele etenskraampjes. Het is een ontmoetingsplaats voor jong en oud.

## Enkele watervallen in Thailand
- Ton Sai Waterval (Chiang Mai)
- Huay Kaew Waterval (Chiang Mai)
- Pha Gorn Kaew Waterval (Chiang Mai - 750 meter boven zeeniveau)
- Mae Yim Waterval Waterval (Chiang Mai)
- Pala-U Waterval (ten westen van Hua Hin)
- Pha Tad Waterval (Sai Yok National Park in Kanchanaburi)
- Sai Yok Yai Waterval (Kanchanaburi)
- Na Muang Waterval (het eiland Ko Samui)
- Mon Daeng Waterval (Phitsanulok)